# Yiwu
Yiwu (en chino, 义乌市; pinyin, Yìwū shì) es una subprefectura bajo la administración directa de la ciudad-prefectura de Jinhua. Se ubica en la provincia de Zhejiang, este de la República Popular China. Su área es de 1104 km² y su población total para 2010 fue más de 1,2 millones de habitantes.
Se ha hablado de la fusión de las áreas de Yiwu y Jinhua en una sola zona municipal o entidad económica, pero esto todavía sigue en proyecto.

## Administración
Yiwu se divide en 7 subdistritos y 6 poblados, que abarca 1.102,8 km², 15 km²[cita requerida] de área urbana donde viven 700.000 personas.
- Subdistrito Chóuchéng (稠城街道)
- Subdistrito Běiyuàn (北苑街道)
- Subdistrito Chóujiāng (稠江街道)
- Subdistrito Jiāngdōng (江东街道)
- Subdistrito Hòuzhái (后宅街道)
- Subdistrito Chéngxi (城西街道)
- Subdistrito Niàn sānlǐ (廿三里街道)
- Poblado Shàngxī (上溪镇)
- Poblado Yìtíng (义亭镇)
- Poblado Fótáng (佛堂镇)
- Poblado Chì'àn (赤岸镇)
- Poblado Sūxī (苏溪镇)
- Poblado Dàchén (大陈镇)

## Historia
La ciudad tiene una larga historia que va desde el Neolítico. Yiwu fue fundada en la dinastía Qin, alrededor del 222 a. C. Yiwu primero se convirtió en un condado en el 222  a. C., y pasó a llamarse condado de Yiwu en el año 624. En mayo de 1988 el antiguo condado de Yiwu fue promovido a ciudad. En 1995, Yiwu obtuvo el puesto 47 de los 100 condados y ciudades más poderosas y en el mismo año apareció como la única ciudad de toda la provincia. En 2001, la economía de Yiwu ocupó el puesto 19 de todos los condados de China.

## Clima
La temperatura media de la ciudad es de 17 °C, la precipitación media anual es de 1.430 mm.

## Economía
Yiwu es famosa en toda China como un centro de productos básico y ha mantenido este rango por más de 6 años, e incluso superó los 100 principales mercados abiertos del país. Ha sido nombrada como la bandera de la economía de mercado chino con una gran variedad de productos de alta calidad y bajos precios, lo cual ha atraído al turismo internacional.
El PIB alcanzó los 52 millones de yuanes en 2009, un aumento del 9% más que el 2008, y el PIB per cápita llegó a 71.457 yuanes (10.461 dólares). El ingreso disponible per cápita urbano llegó a 30.841 yuanes y los ingresos rurales  a 12.899 yuanes, aumentando un 8% respectivamente.
Yiwu es el mayor mercado de ventas al por mayor en el mundo, la que se encuentra abierta todo los días del año con más de 80.000 tiendas que abarcan 17 sectores industriales. En esta feria permanente se puede ir, comprar directamente y embarcar en un sistema "one stop service".
En 2008, Eamonn Fingleton escribió: "Yiwu funciona como una especie de 'Wall Street' proporcionando un vasto mercado."

## Transporte
La ciudad está conectada a toda China por medio de carreteras y trenes, además el aeropuerto ha abierto más de una docena de rutas aéreas a ciudades como Pekín, Cantón, Shantou, Weifang y Shenzhen, haciendo de Yiwu un importante centro de transporte local. Los trenes exprés desde Shanghái tardan menos de tres horas.
La ciudad es estación terminal de la línea de ferrocarril más larga del mundo, de 13.000 kilómetros, que la une con Madrid y que nació con el objetivo de ser alternativa al transporte en barco. Esta línea atraviesa la propia China además de Kazajistán, Rusia, Bielorrusia, Polonia, Alemania, Francia y España.